# يان دورانت
يان دورانت (بالإنجليزية: Ian Durrant)‏ هو لاعب كرة قدم بريطاني، ولد في 29 أكتوبر 1966 في غلاسكو في المملكة المتحدة. شارك مع منتخب اسكتلندا لكرة القدم. أما مع النوادي، فقد لعب مع نادي إيفرتون ونادي رينجرز ونادي كيلمارنوك.

## مسيرته الكروية
لعب يان دورانت خلال مسيرته الاحترافية مع 3 أندية في تسعة عشر موسمًا وسجل خلالها 34 هدفًا ضمن 336 مباراة. حيث فاز في أربعة مواسم بالكأس وفي عشرة مواسم بالدوري.
خاض يان دورانت مسيرته مع نادي رينجرز في موسم 1984–85 ليلعب معه أربعة عشر موسمًا، مشاركًا في 248 مباراة سجل خلالها 26 هدفًا. ثم انتقل إلى نادي كيلمارنوك في موسم 1998–99 ليلعب معه أربعة مواسم، حيث شارك في 83 مباراة سجل خلالها 8 أهداف.

## وصلات خارجية
- يان دورانت على موقع الاتحاد الإسكتلندي (الإنجليزية)
- يان دورانت على موقع قاعدة بيانات كرة القدم.إي يو (الإنجليزية)
- يان دورانت على موقع ناشيونال فوتبول تيمز (الإنجليزية)
- يان دورانت على موقع Soccerbase.com (لاعب) (الإنجليزية)
- يان دورانت على موقع عالم كرة القدم.نت (الإنجليزية)